# Cristian Rodríguez
Cristian Gabriel Rodríguez Barotti (n. 30 septembrie 1985) este un fotbalist uruguayan retras din activitate.

## Palmares

### Club
Peñarol
- Primera División de Uruguay: 2003

Paris Saint-Germain
- Coupe de France: 2005–06

Porto
- UEFA Europa League: 2010–11
- Primeira Liga: 2008–09, 2010–11, 2011–12
- Taça de Portugal: 2008–09, 2009–10, 2010–11
- Supertaça Cândido de Oliveira: 2009, 2010, 2011

Atlético Madrid
- Supercupa Europei: 2012
- UEFA Champions League

Finalist: 2013–14
- Supercopa de España: 2014

Finalist: 2013
- La Liga: 2013–14
- Copa del Rey: 2012–13

### Națională
- Copa América: 2011

## Legături externe
- Atlético Madrid official profile Arhivat în 7 aprilie 2014, la Wayback Machine.
- L'Équipe stats fr
- Cristian Rodríguez pe footballzz.co.uk
- Stats at ForaDeJogo Arhivat în 5 noiembrie 2012, la Wayback Machine.
- PortuGOAL profile Arhivat în 18 martie 2012, la Wayback Machine.
- BDFutbol profile
- National team data es
- Cristian Rodríguez pe site-ul National-Football-Teams.com
- Cristian Rodríguez pe site-ul FIFA (arhivat)